# SkyRace Comapedrosa
La SkyRace Comapedrosa (anciennement SkyRace Vallnord-Andorra) est une épreuve de skyrunning disputée à Arinsal en Andorre. Elle a été créée en 2005.

## Histoire
En 2004, le domaine skiable de Vallnord voit le jour avec les fusions des domaines de Pal Arinsal et Ordino-Arcalis. Afin de développer la station en été, les promoteurs organisent le Vallnord Mountain Festival en 2005, événement qui regroupe des sports de montagne tels que VTT, duathlon cross et skyrunning. Pour cette dernière discipline, la course voit le jour sous le nom de Cursa d'Andorra.
Dès l'année suivante, la course change de nom et devient la SkyRace Andorra. Elle acquiert très vite une renommée internationale en intégrant le calendrier de la Skyrunner World Series et en comptant comme épreuve SkyRace des SkyGames qui se tiennent dans le cadre du Vallnord Mountain Festival. Le Mexicain Ricardo Mejía et l'Espagnole Ester Hernàndez sont titrés.
En proie à des difficultés financières, les organisateurs du Vallnord Mountain Festival décident ne plus reconduire l'événement en 2010 et la course disparaît des calendriers.
L'épreuve renaît en 2014 sous le nom de SkyRace Comapedrosa puis fait son retour au calendrier de la Skyrunner World Series en 2016.
L'édition 2020 est annulée en raison de la pandémie de Covid-19.
En 2021, une nouvelle épreuve Ultra de 50 kilomètres est ajoutée à l'évènement.
En 2023, l'événement rejoint la XTERRA Trail Run World Series. L'épreuve Ultra disparaît à cette occasion. L'année suivante, l'événement accueille les championnats d'Europe de trail XTERRA. Une nouvelle épreuve de 36 km dénommée Marathon est ajoutée à l'événement.

## Parcours
Le départ est donné à Arinsal. Le parcours remonte la vallée et effectue le tour du pic de la Pala de Coll Carnisser. Il effectue ensuite l'ascension du pic de Percanela et longe la crête jusqu'au pic de les Fonts. Le parcours redescend ensuite jusqu'au refuge del Pla de l'Estany. Il effectue ensuite l'ascension du pic de Coma Pedrosa et redescend jusqu'au refuge de Coma Pedrosa puis rejoint Arinsal où est donnée l'arrivée. Il mesure 21 km pour 2 280 m de dénivelé positif et négatif.
En raisons des contraintes sanitaires liées à la pandémie, le parcours est légèrement modifié en 2021. Afin d'éviter les zones urbaines, il est rallongé à 24 kilomètres.

## Vainqueurs

### SkyRace Vallnord-Andorra
| Édition | Date | Hommes | Hommes                      | Hommes          | Femmes | Femmes           | Femmes          |
| ------- | ---- | ------ | --------------------------- | --------------- | ------ | ---------------- | --------------- |
|         |      | Rang   | Athlète                     | Temps           | Rang   | Athlète          | Temps           |
| 1re     | 2005 | 1er    | Raúl García                 | 3 h 41 min 52 s |        | Marta Etna Vidal | 4 h 32 min 42 s |
| 2e      | 2006 | 1er    | Ricardo Mejía               | 4 h 2 min 1 s   |        | Ester Hernàndez  | 5 h 2 min 2 s   |
| 3e      | 2007 | 1er    | Kílian Jornet               | 2 h 25 min 40 s |        | Angela Mudge     | 2 h 58 min 54 s |
| 4e      | 2008 | 1er    | Kílian Jornet — 2e victoire | 2 h 43 min 29 s |        | Rosa Madureira   | 3 h 22 min 15 s |
| 5e      | 2009 | 1er    | Kílian Jornet — 3e victoire | 3 h 32 min 21 s |        | Emanuela Brizio  | 4 h 21 min 31 s |

### SkyRace Comapedrosa
| Édition | Date | Hommes                                              | Hommes                                              | Hommes                                              | Femmes                                              | Femmes                                              | Femmes                                              |
| ------- | ---- | --------------------------------------------------- | --------------------------------------------------- | --------------------------------------------------- | --------------------------------------------------- | --------------------------------------------------- | --------------------------------------------------- |
|         |      | Rang                                                | Athlète                                             | Temps                                               | Rang                                                | Athlète                                             | Temps                                               |
| 1re     | 2014 | 1er                                                 | Brice Delsoullier                                   | 2 h 58 min 22 s                                     | 29e                                                 | Rosa Valls                                          | 3 h 50 min 1 s                                      |
| 2e      | 2015 | 1er                                                 | Pere Aurell                                         | 2 h 46 min 42 s                                     | 16e                                                 | Oihana Kortazar                                     | 3 h 21 min 15 s                                     |
| 3e      | 2016 | 1er                                                 | Tom Owens                                           | 2 h 40 min 2 s                                      | 40e                                                 | Laura Orgué                                         | 3 h 12 min 27 s                                     |
| 3e      | 2017 | 1er                                                 | Jan Margarit                                        | 2 h 35 min 36 s                                     | 32e                                                 | Sheila Avilés                                       | 3 h 17 min 16 s                                     |
| 4e      | 2018 | 1er                                                 | Kílian Jornet                                       | 2 h 33 min 18 s                                     | 13e                                                 | Lina El Kott                                        | 3 h 3 min 7 s                                       |
| 5e      | 2019 | 1er                                                 | Jan Margarit — 2e victoire                          | 2 h 36 min 32 s                                     | 39e                                                 | Sheila Avilés — 2e victoire                         | 3 h 1 min 38 s                                      |
| -       | 2020 | Course annulée en raison de la pandémie de Covid-19 | Course annulée en raison de la pandémie de Covid-19 | Course annulée en raison de la pandémie de Covid-19 | Course annulée en raison de la pandémie de Covid-19 | Course annulée en raison de la pandémie de Covid-19 | Course annulée en raison de la pandémie de Covid-19 |
| 6e      | 2021 | 1er                                                 | Christian Mathys                                    | 2 h 52 min 40 s                                     | 36e                                                 | Denisa Dragomir                                     | 3 h 32 min 3 s                                      |
| 7e      | 2022 | 1er                                                 | Damien Humbert                                      | 3 h 4 min 46 s                                      | 26e                                                 | Lindsay Webster                                     | 3 h 42 min 25 s                                     |
| 8e      | 2023 | 1er                                                 | Jordi Alís Sanchez                                  | 3 h 7 min 37 s                                      | 30e                                                 | Natàlia González Barrachina                         | 4 h 3 min 58 s                                      |
| 9e      | 2024 | 1er                                                 | Fabián Venero Jiménez                               | 3 h 8 min 9 s                                       | 29e                                                 | Laura Orgué — 2e victoire                           | 4 h 14 min 46 s                                     |
| 10e     | 2025 | 1er                                                 | Jan Castillo Paredes                                | 3 h 11 min 31 s                                     | 12e                                                 | Nikola Maťková                                      | 4 h 6 min 50 s                                      |